# 橋爪四郎
橋爪 四郎（はしづめ しろう、1928年〈昭和3年〉9月20日 - 2023年〈令和5年〉3月9日）は、日本の競泳選手、スポーツ指導者。ヘルシンキオリンピック競泳男子1500m自由形銀メダリスト。和歌山県和歌山市出身。日本大学卒業。

## 来歴
終戦直後の1946年、古橋廣之進に誘われて日本大学に進学。その後、世界トップレベルの記録を連発。1948年のロンドンオリンピックではメダル獲得が確実視されたが、日本の参加は認められなかった。ロンドン五輪の代わりとして日本水泳連盟が開催した全日本水上選手権大会では1500m自由形で当時の世界記録を上回る18分37秒8を記録した（当時の日本は敗戦国であったことから国際水泳連盟（FINA）から除名されていたため、世界記録としては公認されなかった）。
1949年、日本水連のFINA復帰が認められたことに伴い、日大水泳部の同期である古橋らと共に渡米して、ロサンゼルスで行われた全米水泳選手権に参加。1500m自由形決勝で18分32秒6の世界新記録を出したほか、400m自由形で4分43秒9、800m自由形で9分51秒7など好記録を出すが、いずれも古橋に及ばず2位に終わる。11回も世界記録を更新したが、全て古橋に続く2位であり、古橋の陰に隠れる存在であった。
1951年、AIUに入社。1951年から1952年にかけて日本選手権1500m自由形2連覇。1952年は400mとの2冠を達成した。
1952年のヘルシンキオリンピックでは、前年の南米遠征時にアメーバ赤痢にかかった影響で調子を落とした古橋に代わり日本競泳界のエース格となり、男子1500m自由形で銀メダルを獲得した（五輪でメダルを獲得できなかった古橋に気を遣い、獲得した銀メダルを他人には見せていない）。
1955年、AIUを退職し、橋爪スイミングクラブを創立して代表取締役社長に就任。「古橋は選手を育てて金メダルを取るために水泳連盟に入り、僕は底辺を広げるためにスイミングスクールを開く事になるんだ」と語っている。スイミングクラブの経営と後進の指導の傍ら、財団法人日本水泳連盟顧問、文部省スポーツ功労特別指導委員、神奈川県水泳連盟ジュニア委員会委員長、横浜市教育委員などの要職を歴任している。なおスイミングクラブ（神奈川県横浜市の鴨居と港南台に所在）は75歳の時、全て閉鎖した。
2002年、勲四等旭日小綬章を受章。
2009年8月の古橋の死去に際しては「水泳界はもちろん、スポーツ界にとって大きな存在だった。ヒロさんとともに競技できたことを誇りに思う。ご冥福を心からお祈り申し上げます」とのコメントを発表した。
競泳選手としてのモットーは「速く泳ぐより、綺麗に泳ぐ」。綺麗に泳げるようになると無駄がなくなり、おのずとタイムも早くなったという。
2023年3月9日、前立腺癌のため死去。94歳没。

## 親族
- 兄 玉置正和（元千代田化工建設社長、同会長）[4]

## 演じた人物
- 小西克幸（NHK BS1『“栄光なき天才たち”からの物語 競泳 世界に挑むトビウオたち』、2017年、声の出演）
- 細川大輔（NHK大河ドラマ『いだてん〜東京オリムピック噺〜』、2019年）
  - 細川は世界選手権日本代表も務めた本物の競泳選手で、2012年ロンドンオリンピックの背泳ぎ銅メダリスト・寺川綾を妻とする。このドラマでは、古橋役を平泳ぎのオリンピック金メダリスト・北島康介が演じた。